# Kisszékely
Kisszékely è un comune dell'Ungheria centro-meridionale di 408 abitanti (dati 2008). È situato nella contea di Tolna.